# Senat Združenih držav Amerike
Senat Združenih držav Amerike je zgornji dom dvodomnega kongresa Združenih držav Amerike. Sestavo in pooblastila senata določa prvi člen ameriške ustave, čeprav ne opredeljuje obeh domov kot »zgornjega« in »spodnjega«. To poimenovanje izvira iz razlik med njima – senat velja za prestižnejšo ustanovo, saj je manjši, ima več politične moči in daljše mandate.
Senatorji so izvoljeni za obdobje šestih let. Vsako zvezno državo zastopata dva senatorja, ne glede na število prebivalstva; skupaj ima torej senat 100 članov. Volitve ne potekajo po vseh ZDA naenkrat, tako da se vsaki dve leti zamenja približno tretjina senatorjev.
Ima večja pooblastila kot predstavniški dom kongresa; med drugim je potrditev senata pogoj za ratifikacijo vseh mednarodnih sporazumov, potrjuje ali predlaga pa tudi kandidate za zvezne sodnike in druge visoke predstavnike izvršne ter sodne oblasti.
Predsednik senata je podpredsednik Združenih držav Amerike. Njegova vloga je vodenje sej, glasovalno pravico pa ima le v primeru izenačenja. Trenutno je to Kamala Harris (od januarja 2020).